# Babilonski sati
Babilonski sati (ponekad i grčki sati) je raspodjela dana na 24 sata koja su iste dužine. Počinje s 0 sati kod izlaska sunca.
Po tome je samo onda 12 sati kod zalaska sunca, na početku proljeća i jeseni.
Ta vremenska skala se koristila u starom Babilonu ali sati nisu bili iste dužine. 
Ti babilonski sati su danas još vidljivi na sunčanim satovima gdje noćni sati nisu vidljivi.